# Фешбах, Герман
Герман Фешбах (англ. Herman Feshbach; 2 февраля 1917, Нью-Йорк — 22 декабря 2000, Кембридж, Массачусетс) — американский физик-теоретик. Институтский профессор-эмерит Массачусетского технологического института, член Национальной академии наук США. Удостоен Национальной научной медали (1986).

## Биография
Родился в семье еврейских иммигрантов из России Иды Лапинер (1896—1988, из Рышкан Бессарабской губернии) и Дэвида Фешбаха (1897—?). Брат — социолог Мюррей Фешбах, род. 1929, специалист в области демографических процессов в СССР и России.
Окончил Городской колледж Нью-Йорка (1937). Степень доктора философии по физике получил в MIT в 1942 году.
Работал в последнем с 1945 года: с 1954 года профессор, в 1967—1973 годах директор Центра теоретической физики, в 1973-1983 годах заведующий кафедрой физики. В 1983 году стал институтским профессором MIT.
Работы по спектроскопии, ядерной физике, мезонной физике, теории ядерных сил, квантовой теории, математической физике, физике элементарных частиц. Вместе с В. Вайскопфом разработал схематическую теорию ядерных реакций, обосновал и в 1954 году развил оптическую модель ядра.
Член Национальной академии наук США (1969). В 1980—1981 годах президент Американского физического общества, а в 1982—1986 годах — Американской академии искусств и наук. Выступал в защиту академика А. Д. Сахарова, подписал «Предупреждение учёных человечеству» (1992).
Его сын — математик Марк Фешбах (Mark Frederick Feshbach, 1950—2010), а племянник — Майкл Ли Фешбах, раввин и реформистский теолог, автор «Birkhot Hanehenin in the Sixth Chapter of Berakhot: An Exploration of the Blessings Before Food, Drink and Scent» (1989).